# Ếch cây cựa
Ếch cây cựa, có tên khoa học là Rhacophorus calcaneus, là một loài ếch trong họ Rhacophoridae. Loài này có tại các nước bán đảo Đông Dương như Lào, Việt Nam, và Campuchia.
Những môi trường sống tự nhiên Ếch cây cựa là các khu rừng ẩm ướt đất thấp vùng nhiệt đới hoặc cận nhiệt đới, các khu rừng vùng núi ẩm nhiệt đới hoặc cận nhiệt đới, và các con sông. Loài này đang bị đe dọa do bị mất môi trường sinh sống.